# Rhinoclemmys punctularia
La tortuga de patas moteadas (Rhinoclemmys punctularia) es una especie de tortuga perteneciente a la familia Geoemydidae.

## Distribución
La tortuga de patas moteadas habita en el norte de Brasil, Guayana Francesa, Guyana, Surinam, Trinidad y Tobago y Venezuela.